# Pycnoscelus femapterus
Pycnoscelus femapterus es una especie de cucarachas del género Pycnoscelus, familia Blaberidae.

## Historia
Fue descrito por primera vez en 1998 por Roth, LM.